# 蒙塔纳里环形山
蒙塔纳里环形山（Montanari）是月球正面西南高地上一座古老的大撞击坑， 约形成于45.5-39.2亿年前的前酒海纪，其名称取自意大利天文学家暨镜片技师赫米尼亚诺·蒙塔纳里（Geminiano Montanari，1633年-1687年），1935年被国际天文学联合会批准接受。

## 描述

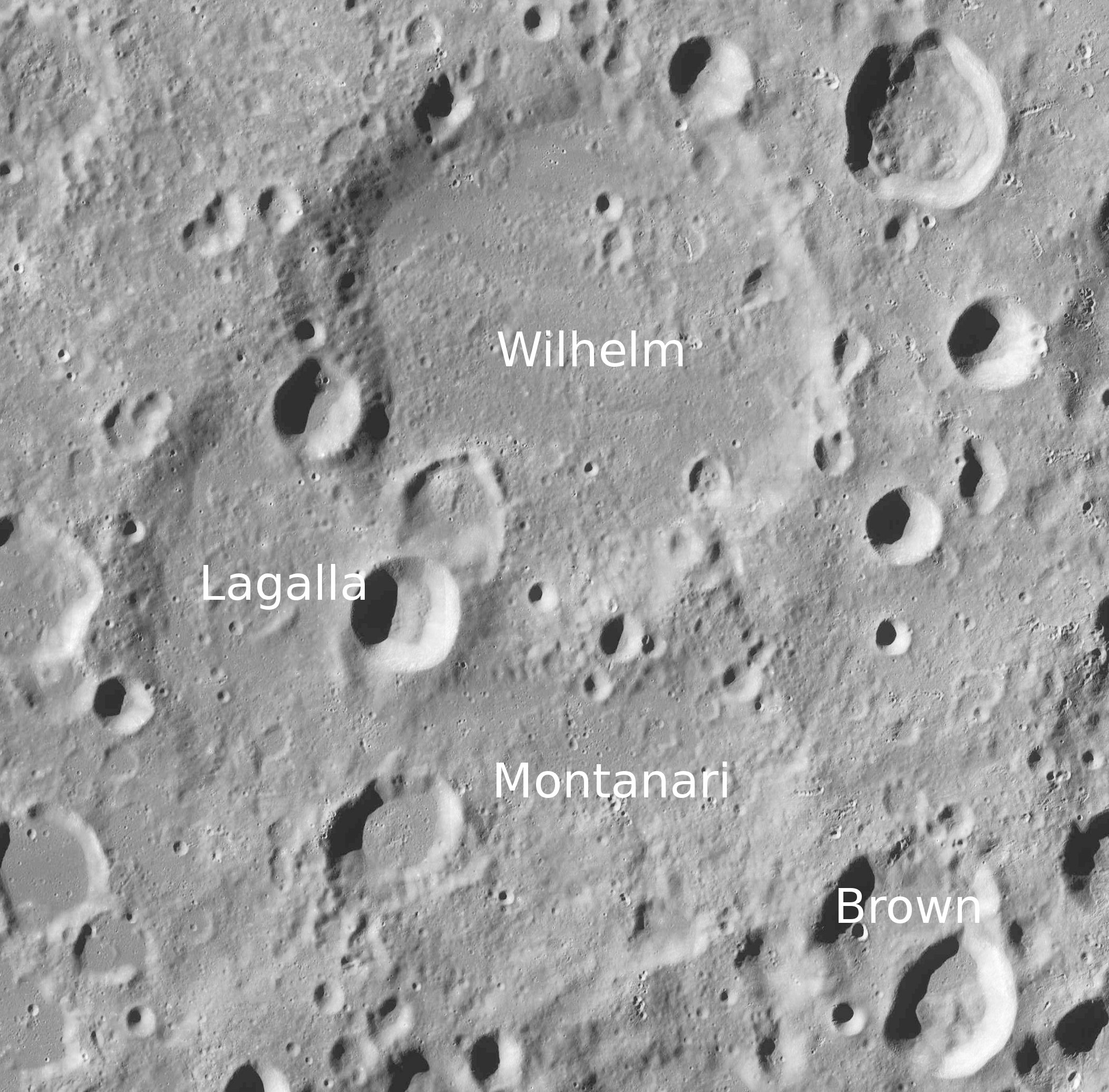
蒙塔纳里环形山的周边，月球勘测轨道飞行器拍摄。

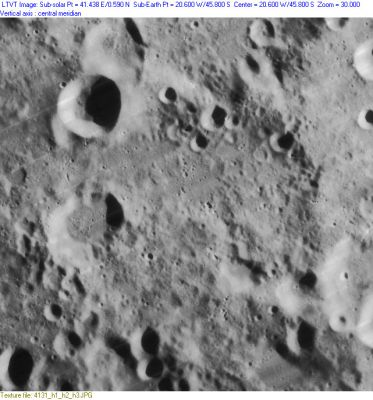
蒙塔纳里环形山

该陨坑西北侧横跨了拉加拉环形山，北面与威廉环形山相接壤、布朗陨石坑连接了它的东南壁、南面横亘着隆哥蒙塔努斯环形山，而恐湖则坐落在蒙塔纳里环形山的西北。陨坑中心月面坐标为45°50′S 20°46′E / 45.83°S 20.76°E，直径77.1公里，深度约2.01公里。
蒙塔纳里环形山几乎已被后续的撞击完全损毁，这些撞击扭曲了该陨坑的外形，使它的坑壁与周边背景地形难以分辨，其中南侧壁现已基本消失，西侧壁和部分坑底被卫星坑"蒙塔纳里 D"所覆盖，只有东侧壁保存相对完整。坑内底表相对平坦，但南部区覆盖有隆哥蒙塔努斯环形山形成时溅射的喷发物。

## 卫星陨石坑
按惯例，最靠近蒙塔纳里环形山的卫星坑将在月图上以字母标注在它的中心点旁边。

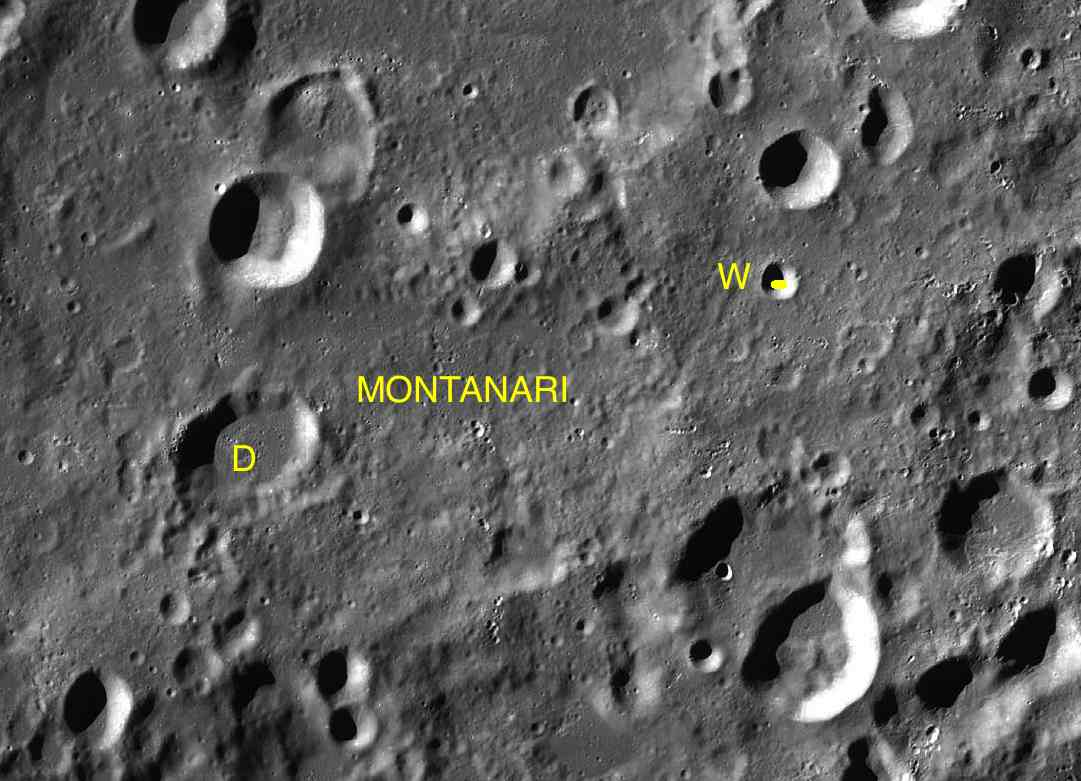
LAC-111 区域图

| 蒙塔纳里 | 纬度    | 经度    | 直径    |
| -------- | ------- | ------- | ------- |
| D        | 45.9° S | 22.1° W | 24 公里 |
| W        | 44.8° S | 18.1° W | 7 公里  |

## 参引资料
1. ↑   (PDF).   [2016-10-01]. （原始内容 (PDF)存档于2013-02-20）.
2. ↑  .   [2016-10-01]. （原始内容存档于2020-06-13）.
3. ↑  .   [2016-10-01]. （原始内容存档于2014-12-18）.